# SS Amsterdam (1894)

Le SS Amsterdam est un navire de passagers construit pour la Great Eastern Railway en 1894.

## Histoire
Le navire a été construit par Earle's Shipbuilding (en), Hull pour la Great Eastern Railway et lancé le 24 janvier 1894. Il a été lancé par Mme Van Hasselt, l'épouse de l'un des Directors of Holland Railway. Beaucoup de membres du conseil municipal d'Amsterdam étaient présents lors du lancement, ce qui a montré l'importance de ce nouveau service à la ville. Il était le deuxième navire lancé cette année par la Great Eastern Railway après le SS Berlin (1894) (en) le 10 janvier 1894.
Initialement affecté à l'itinéraire entre Harwich et Hoek van Holland, il a été transféré au service d'Anvers en 1910.
En 1923, il est tombé sous la propriété de la London and North Eastern Railway. Il a été abandonné en 1928.